# (2497) Kulikovskij
(2497) Kulikovskij (1977 PZ1; 1969 RX; 1973 QP1) ist ein Asteroid des mittleren Hauptgürtels, der am 14. August 1977 vom russischen (damals: Sowjetunion) Astronomen Nikolai Stepanowitsch Tschernych am Krim-Observatorium (Zweigstelle Nautschnyj) auf der Halbinsel Krim (IAU-Code 095) entdeckt wurde.

## Benennung
(2497) Kulikovskij wurde nach dem russischen Astronomen Pjotr Grigorjewitsch Kulikowski (1910–2003) benannt. Als Assistenzprofessor an der Lomonossow-Universität Moskau ist er als Autor eines Nachschlagewerks für Amateurastronomen sowie als Musiker und Komponist bekannt.